# Marholmen (Austevoll)
Ne doit pas être confondu avec Marholmen.
Marholmen est une île norvégienne du comté de Hordaland appartenant administrativement à Austevoll.

## Description
Rocheuse et couvert d'arbres, elle s'étend sur environ 145 m de longueur pour une largeur approximative de 137 m et a été reliée à Storebø.